# 赫爾韋灣
62°11′S 58°33′W / 62.183°S 58.550°W
赫爾韋灣（Hervé Cove），是南極洲的海灣，位於南設得蘭群島的喬治王島，處於湯馬斯角西南面4公里的埃斯庫拉灣南部，屬於阿德默勒爾蒂灣的一部分，由法國探險隊繪入地圖，現時由南極條約體系管理。